# Greta Langenskjöld
Margareta (Greta) Langenskjöld, född den 6 februari 1889 i Sankt Petersburg, död den 11 september 1975 i Helsingfors, var en finländsk författarinna. Hon var dotter till officeren Nikolaj Langenskjöld och Vera Malova.
Greta Langenskjöld blev student vid Kejserliga Alexanders Universitetet i Finland i Helsingfors 1906 och filosofie kandidat 1911. Hon ägnade sig åt pedagogisk verksamhet samt deltog aktivt i den kristliga studentrörelsen. Hon utgav flera diktsamlingar (Dikter 1912, Dikter II 1915, Dagrar 1917, Samklang 1922, Undret 1923), alla med en stark religiös grundton, en biografi över baron Paul Nicolay (1921) och en samling religiösa uppsatser, Levande tro (1918).
Från och med 1915 verkade hon som lärare i Borgå och Helsingfors. Langenskjöld undervisade i religion, svenska och historia. Hon verkade som föreståndare och senare rektor för Svenska privata läroverket för flickor 1925–1959 (tidigare känd som Laurellska skolan). Hennes arkiv finns hos Svenska litteratursällskapet i Finland, som nu verkar i den tidigare skolans utrymmen.

## Social och kristen verksamhet
Langenskjöld var kväkare och trogen sitt pacifistiska ideal även aktiv inom den kristna fredsrörelsen. Hon engagerade sig dessutom i de ryska flyktingarnas välfärd i Finland och satt med i styrelsen för Kanerva, ett åldringshem hon varit med om att skapa för dessa flyktingar. Åldringshemmet Kanervakoti-Kanervahemmet Ry är verksamt än i dag.
Langenskjöld satt därtill med i den första styrelsen för Victoriastiftelsen då den grundades 1953. Att stödja och befrämja svenskspråkiga flickors bildning var ytterligare ett område som låg Langenskjöld varmt om hjärtat.

## Böcker
1912 - Dikter
1915 - Dikter II
1917 - Dagrar
1918 - Levande tro
1920 - Dikter i urval
1921 - Paul Nicolay
1922 - Samklang
1923 - Undret
1926 - Det omöjliga
1928 - Sträckta händer
1932 - Ensamma steg
1937 - Tysta röster
1942 - Genom  mörkret
1946 - Festkantat vid Svenska privata läroverkets för flickor 75-årsfest : 
sångpartierna tidigare utförda vid skolhusets invigning den 19 mars 1928 ; 
musik av Ole Edgren. Svenska privata läroverket för flickor, Helsingfors 1946
1960 - Min bön i idag ( bearbetning av John Baillie dikter)
1963 - Men Gud
1968 -  Ansikte mot ansikte